# Atomic Rooster
Atomic Rooster (с англ. Атомный Петух) — британская рок-группа, образовавшаяся в 1969 году в Лондоне, Англия, и исполнявшая хард-рок и прогрессивный рок. Клавишник Винсент Крейн, единственный постоянный участник группы, был и автором большей части её песенного материала. Три первых альбома Atomic Rooster входили в UK Albums Chart, два сингла группы («Tomorrow Night», #11 и «Devil’s Answer», #4) становились британскими хитами в 1971 году.

## История группы
Atomic Rooster образовались в конце 1969 года после ухода органиста Винсента Крейна и барабанщика Карла Палмера из The Crazy World of Arthur Brown. Дебютный альбом, названный Atomic Roooster (третья буква O поставлена преднамеренно), был записан в декабре 1969 — январе 1970 года, вышел в феврале 1970 года и в июне добрался до 49-го места в Британии. Этот альбом был записан с бас-гитаристом Ником Грэмом и ударником Карлом Палмером, Грэм исполнил гитарные и вокальные партии, а Крейн выступил в качестве бэк-вокалиста.
Вскоре Грэм и Палмер вышли из группы, и Крэйн пригласил поющего гитариста Джона Дю Кэнна (John Du Cann) и ударника Пола Хэммонда (Paul Hammond). Записанный этим составом второй альбом Death Walks Behind You, из которого вышел сингл «Tomorrow Night» (#11 UK), вышел в сентябре 1970 года и принес группе первый серьёзный успех (альбом достиг #12 UK и #90 US). Этот успех был подкреплен хит-синглом «Devil’s Answer» (#4 UK) и третьим альбомом In Hearing of Atomic Rooster (#18 UK и #167 US), созданным при участии вокалиста Пита Френча из группы Cactus.
После этого группа распалась вновь, и вновь Крэйн (сохранивший за собой право на название) набрал новый состав музыкантов: Крис Фарлоу (вокал), Стив Болтон (гитара), Билл Смит (бас), Рик Парнелл (ударные). С ними и были записаны два последних альбома: Made In England (имевший лишь относительный успех в Америке — 149-е место) и Nice’n’Greasy.
Позже Крэйн ещё несколько раз без особого успеха возрождал Atomic Rooster, участвовал в Dexys Midnight Runners и супергруппе Katmandu, образованной Питером Грином из Fleetwood Mac. 14 февраля 1989 года Винсент Крэйн, страдавший психическим расстройством и часто впадавший в депрессию, покончил с собой, приняв сверхдозу медикаментов.

## Участники
Нынешний состав
- Пит Френч — вокал (1971, 2016 — настоящее время)
- Стивен Болтон[англ.] — гитара (1971—1972, 2016 — настоящее время)
- Адриан Готри — клавишные (2017 — настоящее время)
- Шуг Миллидж — бас-гитара (2016 — настоящее время)
- Пол Эверетт — ударные (2020 — настоящее время)

## Дискография

### Студийные альбомы
- Atomic Roooster (1970)
- Death Walks Behind You (1970) Billboard 200 #90
- In Hearing of Atomic Rooster (1971) Billboard 200 #167
- Made in England (1972) Billboard 200 #149
- Nice’n’Greasy (1973)
- Atomic Rooster (1980)
- Headline News (1983)
- Homework (2008)

### Концертные альбомы
- BBC Radio 1 Live in Concert 1972 (1993)
- Devil’s Answer 1970-81 BBC Radio sessions (1998)
- Live and Raw 70/71 (2000)
- Live in Germany 1983 (2000)
- Live at the Marquee 1980 (2002)

### Сборники
- Assortment (1974)
- Home to Roost (1977)
- The Devil Hits Back (1989)
- Space Cowboy (1991)
- The Best of Atomic Rooster Volumes 1 & 2 (1992)
- In Satan’s Name: The Definitive Collection (1997)
- The First 10 Explosive Years (1999)
- Rarities (2000)
- The First 10 Explosive Years Volume 2 (2001)
- Heavy Soul (2001)
- Resurrection (2001) — Akarma unlicensed CD reissues of first three albums, with 24-page illustrated booklet
- Devil’s Answer: The Singles Collection (2006) — reissue of first six UK singles on 7" or individual CDs
- Homework (2008)
- Close Your Eyes: A Collection 1965—1986 (2008; released under the name Vincent Crane)
- Anthology 1969—81 (2009)

### DVD
- Masters from the Vaults (2003)